# Elecciones parlamentarias de Grecia de 1981
Las elecciones parlamentarias de Grecia de 1981, terceras desde la democratización del país, tuvieron lugar el 18 de octubre del mencionado año para renovar los 300 escaños del Consejo de los Helenos. Fueron convocadas durante el gobierno del primer ministro Georgios Rallis, que había sucedido a Constantinos Karamanlís en mayo de 1980 luego de que este fuera elegido Presidente de la República Helénica. Fueron los primeros comicios desde la adhesión del país a la Comunidad Económica Europea, por lo que el mismo día se realizaron elecciones al Parlamento Europeo.
El Movimiento Socialista Panhelénico (abreviado PASOK), liderado por Andreas Papandréu, consiguió una histórica victoria con casi la mitad del voto popular (48.07%) y una considerable mayoría absoluta de 172 escaños, mientras que el hasta entonces gobernante Nueva Democracia (ND), que había obtenido dos mayorías seguidas desde el advenimiento de la democracia, quedó en segundo lugar con el 35.88% de los sufragios y 115 escaños. En tercer lugar el Partido Comunista de Grecia (KKE) aumentó en dos escaños su representación parlamentaria con 13 bancas y el 10.93% de los votos. Estas fueron unas de las elecciones más polarizadas del período democrático iniciado en 1974, con solo tres partidos obteniendo representación parlamentaria y las dos fuerzas más votadas (el PASOK y Nueva Democracia) obteniendo el 84% de los votos las dos juntas. El PASOK y el KKE, ambos partidos abiertamente euroecépticos, obtuvieron 185 escaños y el 59.0% de los votos los dos juntos, siendo el mayor auge electoral del euroecepticismo griego y ocurrió tan solo unos meses después de que Grecia ingresara a la CEE.
Rallis aceptó al derrota de su partido y felicitó a Papandréu por su victoria. Días después, el 21 de octubre, Papandréu asumió como primer ministro e inauguró el primer gobierno socialista de la historia de Grecia, tanto antes como después de la caída de la Dictadura de los Coroneles, y también la primera alternancia electoral entre dos gobiernos de distintos partidos políticos desde 1963, lo que facilitó la consolidación definitiva de la democracia en el país.

## Contexto

### Antecedentes
El gobierno de Georgios Rallis, elegido primer ministro el 10 de mayo de 1980 luego de que Constantino Karamanlis se convirtiera en presidente de la República, se caracterizó por un progresivo declive en la popularidad del partido Nueva Democracia, que gobernaba desde la caída de la junta militar en 1974. El cansancio del público ante los continuos gobiernos de centroderecha y derecha, la crisis del petróleo de 1979 a causa de la revolución iraní, los incendios forestales en Ática y el terremoto de Alkyonides en febrero de 1981 fueron una serie de incidentes desafortunados que afectaron al gobierno, sumado a la creciente popularidad del líder de izquierda Andreas Papandréu, lo que incrementó las posibilidades del PASOK de ganar las elecciones. Sin embargo, varios votantes socialistas reconocieron posteriormente que la victoria del PASOK no fue un "castigo electoral" contra Nueva Democracia, e incluso admitieron que los niveles de vida mejoraron sustancialmente durante su gobierno, sino que el triunfo socialista se debió a un "deseo de cambio" en materia de política social, después de décadas de gobiernos conservadores.

### Campaña
Las encuestas no daban un ganador claro, aunque desde el principio predecían que solo Nueva Democracia, el PASOK, y el Partido Comunista tenían posibilidades de obtener un buen resultado, con un 20% de votantes indecisos. A medida que se acercaban las elecciones, sin embargo, se predecía una estrecha victoria para el PASOK con el 40% de los votos contra el 34% de ND y un 5% para los comunistas. Algunos analistas políticos, como Roy C. Macridis, advirtieron que, si el PASOK ganaba las elecciones, se podría producir un nuevo golpe de Estado, pero otros afirmaron que dicha posibilidad era muy remota.
Nueva Democracia hizo campaña defendiendo su programa de gobierno, que incluía una política pro Occidental con la adhesión a la OTAN y al Mercado Común Europeo, medida fuertemente criticada por la oposición. Durante una manifestación en la isla de Creta, el primer ministro Rallis declaró que su política era pro Occidental porque Grecia pertenece a Occidente, afirmando que "todos los socialistas de Europa Occidental, como Francia, aprueban la adhesión al mercado común. Solo existe un partido socialista en Europa Occidental que lo desaprueba, y es el PASOK". También respondió a las críticas de Papandréu sobre la instalación de bases estadounidenses en la mencionada isla, afirmando que mantendrían las bases no solo porque estaban en juego los intereses de la OTAN, sino de la propia Grecia. Haciendo una estimación sobre las posibilidades electorales de su partido, Rallis negó que Nueva Democracia estuviera sufriendo escisiones, declarando que el conflicto interno que el partido había sufrido en 1977 estaba resuelto, y que Nueva Democracia superaría el resultado obtenido en las anteriores elecciones y lograría más del 50% de los votos.
Por otro lado, el PASOK realizó una campaña vigorosa y marcadamente antioccidental, en la que sus principales lemas eran "Fuera de la OTAN" y "Fuera del Mercado Común", bajo la excusa de que la adhesión a la CEE reducía la soberanía nacional y subordinaba todavía más la débil economía griega. Estando Grecia rodeada por los estados socialistas del Pacto de Varsovia y enemistada con Turquía, algunos analistas predijeron que si el oficialismo ganaba, sería por el temor de varios sectores de la población a que las políticas antioccidentales del PASOK significaran un viraje hacia el comunismo. Sin embargo, en materia de política exterior, la campaña socialista fue ambigua y de hecho, existían suposiciones de que Papandréu nombraría a Georgios Mavros, un declarado europeísta y antiguo líder de la Unión de Centro Democrático, Ministro de Asuntos Exteriores si ganaba las elecciones. Mavros declaró que el gobierno de ND no tomaba posiciones firmes y que la entrada al Mercado Común debería haberse negociado mejor.

## Resultados
Las elecciones se realizaron el 18 de octubre y fueron descritas por la prensa internacional como "una expresión creíble y pacífica de la voluntad del pueblo griego". La observación de las elecciones al Parlamento Europeo afirmó que "las elecciones se llevaron a cabo de una manera única e impecable" aunque "había pequeños problemas con los que lidiar".
|  | 48.07 % |

|  | 35.88 % |

|  | 10.93 % |

|  | 1.69 % |

|  | 1.35 % |

|  | 0.73 % |

|  | 0.40 % |

|  | 0.37 % |

|  | 0.15 % |

|  | 0.12 % |

|  | 0.08 % |

|  | 0.08 % |

|  | 0.02 % |

|  | 0.01 % |

|  | 0.00 % |

|  | 0.00 % |

|  | 0.00 % |

|  | 0.18 % |

|  | 78.61 % |

## Consecuencias
Al día siguiente, luego de conocerse los resultados, Andreas Papandréu realizó una alocución a través de ERT en el que celebró la victoria del PASOK y agradeció a pueblo griego por el masivo voto de confianza, afirmando que era un "paso hacia el cambio y una Nueva Grecia", y que el trabajo comenzaría nada más asumieran los diputados electos. El mismo 18 de octubre, día de las elecciones, se cumplían treinta y siete años de la liberación de Grecia de las Fuerzas del Eje en la Segunda Guerra Mundial, en 1944, y los periódicos afines al PASOK compararon la caída del régimen títere alemán con la "liberación del país de las fuerzas de la derecha" tras el triunfo electoral del socialismo.
Nada más saberse de la ventaja del PASOK, con el 40% de las meses escrutadas, Rallis reconoció la derrota y felicitó a Papandréu, afirmando: "Hace unos días predije una nueva victoria para Nueva Democracia, me temo que esta predicción ha resultado ser totalmente infundada: no ha habido una victoria para Nueva Democracia sino para la oposición". Declaró que entregaba una "Grecia fuerte" y que esperaba que Papandréu continuara desarrollándola pacífica y democráticamente. También pronunció una frase por la que sería especialmente recordado: "No quiero abucheos", lo cual si bien trató de ser un llamado a sus partidarios a aceptar el resultado, fue también visto como una advertencia a las élites políticas y militares de que la victoria electoral del PASOK debía respetarse y las instituciones democráticas no debían ser puestas en riesgo.
El 21 de octubre, los diputados del PASOK invistieron a Papandréu como primer ministro.